# Ken Kelly
Pour les articles homonymes, voir Kelly.
Kenneth William Kelly, dit Ken Kelly, né le 19 mai 1946 à New London (Connecticut) et mort le 3 juin 2022, est un peintre et un illustrateur américain d'heroic fantasy.

## Biographie
Ken Kelly s'est fait connaître pour ses illustrations de Conan le Barbare, Kane (en) de Karl Edward Wagner, Tarzan, Vampirella.
Il travaille dans divers domaines allant des jeux (Les Maîtres de l'univers) à la musique (il a dessiné les couvertures de quasiment tous les CD de Manowar dont Kings of Metal, Kiss Destroyer et Love Gun et Ace Frehley Space Invader).
Il est considéré comme un maître en matière d'heroic fantasy.
Il est de l'école de Frank Frazetta, son oncle, dans le sens où leurs œuvres ont un ensemble de points communs au niveau de la sensibilité et de la technique.